# Olympische Winterspiele 1984/Teilnehmer (Puerto Rico)
| Gelbes Symbol für Goldmedaillen mit stilisierten Olympischen Ringen | Graues Symbol für Silbermedaillen mit stilisierten Olympischen Ringen | Braundes Symbol für Bronzemedaillen mit stilisierten Olympischen Ringen |
| ------------------------------------------------------------------- | --------------------------------------------------------------------- | ----------------------------------------------------------------------- |
| —                                                                   | —                                                                     | —                                                                       |

Puerto Rico nahm an den Olympischen Winterspielen 1984 in Sarajevo mit einer Delegation von einem männlichen Athleten teil.

## Teilnehmer nach Sportarten

### Rodeln
Herren:
- George Tucker
30. Platz